# タマサバ

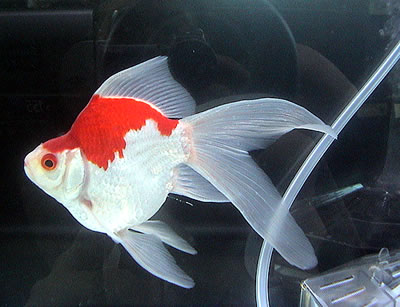
玉サバ

タマサバ（玉サバ）は、キンギョの一品種である。

## 概要
日本原産の金魚の一品種。琉金型の体型だが、尾鰭は三つ尾や四つ尾に分かれておらず、琉金等に比べて泳ぎはシャープで、日本的な端正な金魚である。

## 歴史
錦鯉の発祥地として知られる新潟県中越地方で生み出された品種である。
琉金と庄内金魚の交配種ともいわれ、また、この玉サバの交配種が庄内金魚ともいわれる。
いずれにしても、江戸時代から続く各地の地金魚と比べ、作出年代は比較的新しく近代に入ってからと考えられる。戦後姿を消してしまったが、生き残っていた玉サバを交配して今に至る。新潟では琉金を越冬させることは難しく、
琉金と庄内金魚を交配し耐寒性をもたせたものが、この品種の原型であるサバ尾だとされる。
サバ尾は体高のあるフナ尾和金といった風貌の金魚で、サバのような尾を持つことが由来と言われる。
このサバ尾の中でも体型が丸く、尾鰭が長いものを選別淘汰して累代繁殖したものが玉サバ
であり、タマサバの親から先祖返りでサバ尾のような長手体型のものがかなりの割合で生まれてくる。

## 特徴
丸々とした体型に、コメットのような吹き流し尾（長尾）またはフナ尾（短尾）またはその中間のミドル尾を持っているのが特徴。金魚の飼育書などでリュウキン体型に分類される品種であるが、泳ぎはワキン（和金）並みに俊敏。もともと、新潟県の養鯉業者が「錦鯉と一緒に泳げる金魚」として養殖しはじめた金魚で、池で飼育され、上見で鑑賞されることも多いが、その体型や尾鰭は水槽飼育（横見での鑑賞）に最適といえる。東京などで琉金のフナ尾固体を「おたま」と呼んで選別するが、それと体型は似通っていても、耐寒性など遺伝的な特質においては、やはり違いがある。派生品種として、体を丸くした福だるまがあるが、福だるまは本来普通鱗、長尾だが、近年は透明鱗、短尾の個体が多く出回っている。
生産者の違いによる体型や色合いのバリエーションが存在するが、近年は短尾のものが人気で、愛好家によって育てられ品評会に出されるような個体は短尾が多くなっている。

## 派生品種
●玉錦　透明鱗の玉サバを選別淘汰したもの。他の透明鱗の金魚同様赤みが濃く、白地とのコントラストが美しい。
●福だるま　故 宮島氏がどんぶりを合わせたような金魚を作ろうとし、玉サバを選別沙汰し、玉サバをより丸くした個体。本来は普通鱗、長尾だが近年では透明鱗、短尾の個体が多く出回っている。品種というよりはある一種のブランドのようなもので、玉サバとの決定的な違いは無い。らんちゅうでいう宇野系のようなものである。
●キャリコ玉サバ　　玉サバをキャリコ体色にしたもの。近年では様々な色彩の個体が出作されている。
●越乃錦　いやしの郷で作出された本来白地の部分が金鱗になっている品種。二歳から三歳にかけて金鱗が出てくる個体が多く、金鱗が出る確率はそこまで高くはない。そのため高額で取引されている。　　　　　　　　　　　　　

## 類似種
体型は中国産のオランダシシガシラ型で肉瘤が出る個体である。タマサバと同様な長い吹き流し尾を持っており、体型以外の特徴はほぼ同じである。現在は正式な品種としては認められてはおらず、時々オークション等にサバオの名であがる以外では、知らない人が多い。